# Callophylla lamottei
Callophylla lamottei är en skalbaggsart som beskrevs av Franz Antoine 2007. Callophylla lamottei ingår i släktet Callophylla och familjen Cetoniidae. Inga underarter finns listade.